# Claudio Trionfi
Claudio Trionfi (Roma, 15 ottobre 1942) è un attore, doppiatore e dialoghista italiano.

## Biografia
Conseguito il diploma d'attore nel 1966, dall'anno successivo ha iniziato a recitare in teatro, ma si è dedicato principalmente al cinema fino al 1974, partecipando a più di 50 film, e poi alla televisione fino alla fine degli anni ottanta.
Negli anni ottanta si è dedicato anche al doppiaggio, divenendo la voce italiana ufficiale di Topolino dal 1983 al 1988 e doppiando Toby in Red e Toby nemiciamici. Ha anche lavorato saltuariamente come dialoghista, soprattutto di serie televisive tra gli anni '80 e '90.
Si è trasferito in Umbria nel 1991, dedicandosi da quel momento principalmente al teatro, lavorando come regista teatrale insieme a Nino Mangano e insegnando recitazione in una scuola di Spoleto. Collaboratore stabile del Dramma Italiano di Fiume nel decennio 1995-2005, dove ha ricoperto numerosi ruoli anche da protagonista (Molière, De Chiara, Vegliani, Damiani), nel 1999, per la regia di Peter Selem è stato Giacomo Puccini in Un bel di' vedremo di Ruggero Rimini – scene di Manuele Del Savio e costumi di Dora Argento.

## Filmografia

### Cinema
- Una ragazza tutta d'oro, regia di Mariano Laurenti (1967)
- Silenzio: si uccide, regia di Guido Zurli (1967)
- I giorni della violenza, regia di Alfonso Brescia (1967)
- La Cina è vicina, regia di Marco Bellocchio (1967)
- El Desperado, regia di Franco Rossetti (1967)
- I barbieri di Sicilia, regia di Marcello Ciorciolini (1967)
- La feldmarescialla - Rita fugge... lui corre... egli scappa, regia di Steno (1967)
- Professionisti per un massacro, regia di Nando Cicero (1967)
- I ragazzi di Bandiera Gialla, regia di Mariano Laurenti (1967)
- I protagonisti, regia di Marcello Fondato (1968)
- Sentenza di morte, regia di Mario Lanfranchi (1968)
- L'ira di Dio, regia di Alberto Cardone (1968)
- Quella sporca storia nel West, regia di Enzo G. Castellari (1968)
- Ruba al prossimo tuo..., regia di Citto Maselli (1968)
- Quarta parete, regia di Adriano Bolzoni (1968)
- Toh, è morta la nonna!, regia di Mario Monicelli (1969)
- A doppia faccia, regia di Riccardo Freda (1969)
- Kidnapping! Paga o uccidiamo tuo figlio, regia di Alberto Cardone (1969)
- Quel maledetto ponte sull'Elba (No importa morir), regia di León Klimovsky (1969)
- Capricci, regia di Carmelo Bene (1969)
- Giovinezza giovinezza, regia di Franco Rossi (1969)
- Quei disperati che puzzano di sudore e di morte (Los desesperados), regia di Julio Buchs (1969)
- Il giovane normale, regia di Dino Risi (1969)
- Vita selvaggia, selvaggia terra, regia di Francesco Scardamaglia (1969)
- Delitto al circolo del tennis, regia di Franco Rossetti (1969)
- Django sfida Sartana, regia di Pasquale Squitieri (1970)
- Robin Hood, l'invincibile arciere, regia di José Luis Merino (1970)
- Angeli senza paradiso, regia di Ettore Maria Fizzarotti (1970)
- La ragazza di nome Giulio, regia di Tonino Valerii (1970)
- Il dio serpente, regia di Piero Vivarelli (1970)
- Wanted Sabata, regia di Roberto Mauri (1970)
- Ancora dollari per i MacGregor, regia di José Luis Merino (1970)
- Quel maledetto giorno della resa dei conti, regia di Sergio Garrone (1971)
- Vamos a matar Sartana, regia di George Martin e Mario Pinzauti (1971)
- Arriva Durango... paga o muori, regia di Roberto Bianchi Montero (1971)
- Violentata sulla sabbia, regia di Renzo Cerrato (1971)
- La lunga spiaggia fredda, regia di Ernesto Gastaldi (1971)
- ...hanno cambiato faccia, regia di Corrado Farina (1971)
- Lo strangolatore di Vienna, regia di Guido Zurli (1971)
- In nome del popolo italiano, regia di Dino Risi (1971)
- Black Killer, regia di Carlo Croccolo (1971)
- La Betìa ovvero in amore, per ogni gaudenza, ci vuole sofferenza, regia di Gianfranco De Bosio (1971)
- Il sergente Klems, regia di Sergio Grieco (1971)
- La prima notte di quiete regia di Valerio Zurlini (1972)
- Spara Joe... e così sia!, regia di Emilio P. Miraglia (1972)
- Mimì metallurgico ferito nell'onore, regia di Lina Wertmüller (1972)
- Forza "G", regia di Duccio Tessari (1972)
- L'invenzione di Morel, regia di Emidio Greco (1974)
- Le avventure di Enea, regia di Franco Rossi (1974)

### Televisione
- La lotta dell'uomo per la sua sopravvivenza – serie TV, 4 episodi (1970)
- Eneide, regia di Franco Rossi – miniserie TV (1971)
- Ipotesi sulla scomparsa di un fisico atomico, regia di Leandro Castellani – film TV (1972)
- Delitto di regime - Il caso Don Minzoni, regia di Leandro Castellani – miniserie TV (1973)
- Il consigliere imperiale, regia di Sandro Bolchi – miniserie TV (1974)
- Tracce sulla neve, regia di Alessandro Cane – film TV (1975)
- La gabbia, regia di Carlo Tuzii – miniserie TV (1977)
- Il '98, regia di Sandro Bolchi – miniserie TV (1979)
- Un caso d'incoscienza, regia di Emidio Greco – film TV (1984)
- A viso coperto, regia di Gianfranco Albano – miniserie TV (1985)
- L'ombra della spia, regia di Alessandro Cane – film TV (1989)

### Prosa televisiva Rai
- Il poverello di Jacques Copeau, regia di Orazio Costa, trasmesso il 22, 24 e 25 dicembre 1968.
- OPLÀ, noi viviamo! di Ernst Toller, regia di Marco Leto, trasmesso il 31 marzo 1972.
- La donna del mare di Henrik Ibsen, regia di Sandro Sequi, trasmesso il 21 dicembre 1973.
- Abramo Lincoln in Illinois di Robert E. Sherwood, regia di Sandro Sequi, trasmesso il 14 e 15 ottobre 1976.

## Teatro
- Il Tartufo di Molière, regia di Paolo Giuranna (1967)
- L'avventura d'un povero cristiano di Ignazio Silone, regia di Valerio Zurlini. Teatro Stabile d'Abruzzo (1969)
- Il quinto evangelista di Mario Pomilio, regia di Orazio Costa, Teatro Stabile dell'Aquila (1975)
- Il diario di Anna Frank di Frances Goodrich e Albert Hackett, regia di Giulio Bosetti (1977)
- Passeggiata serale e Letteratura di Arthur Schnitzler, regia di Annibale Ruccello, Terme di Agnano, Napoli, 2 settembre 1984.
- La colombina di Marina Antonini, regia di Gian Carlo Sammartano, Teatro dell'orologio, 18 maggio 1985.
- Un bel dì vedremo di Ruggero Rimini, regia di Peter Selem  (1999)
- Il malato immaginario di Molière, regia di Gabriele Lavia

## Doppiaggio

### Film cinema
- Curtis Armstrong ne La rivincita dei nerds e La rivincita dei nerds II
- Charlie Chaplin nei ridoppiaggi del 1988 de Il grande dittatore e Monsieur Verdoux

### Film d'animazione
- Topolino in Canto di Natale di Topolino (primo doppiaggio),[1] Fantasia (ridoppiaggio 1986 e 2010)
- Porky Pig, principe azzurro e principe Abadaba ne Le 1001 favole di Bugs Bunny
- Ringan in  Leda
- Takeshi in Zoo Story
- Toby (adulto) in Red e Toby - Nemiciamici
- Chris Crosshaul in Paul Bunyan

### Serie animate
- Nando Martellotti e primo narratore in Calendar Men
- Andrew in Gigi la trottola
- Donald in Ransie la strega
- Kim ne L'Uomo Tigre
- Shingo in Gotriniton
- Yanosh (2a voce) in Astrorobot contatto Ypsilon
- Kyle in Tom & Jerry Kids (st. 2-4)

### Serie televisive
- David Greenlee in Saranno famosi (st. 2-3)
- Roberto Ibañez in Portami con te

### Programmi televisivi
- Daffy Duck in Bunny e le uova pasquali
- Topolino in Serata Paperino